# Leopold Cigoj
Leopold Cigoj, slovenski rimskokatoliški duhovnik, vzgojitelj otrok in publicist,  * 21. marec 1886, Malovše, † 7. avgust 1934, Malovše.

## Življenje in delo
Osnovno šolo je obiskoval v Črničah, gimnazijo in bogoslovje pa v Gorici. Posvečen je bil 18. aprila 1909. Prvo službo je nastopil kot kaplan v Dornberku (1909-1910). Ker je zbolel na pljučih ga je nadškof
Frančišek Borgia Sedej poslal za župnijskega upravitelja na Lokve nad Gorico (1910-1916) in nato za vikarja v Stomaž pri Ajdovščini (1916-1925). Ko so v Gorici v malem semenišču odprli škofijsko gimnazijo je nadškof Cigoja imenoval za prefekta malega semenišča, kasneje pa za spirituala (1927-1934). Ko je zbolel za zlatenico in rakom je po težki bolezni umrl v domačem kraju.
Po priključitvi Primorske k Italiji so slovenski in hrvaški duhovniki poživili delovanje društva »Zbor svečenikov sv. Pavla« in pričeli izdajati istoimensko glasilo. V društvu so ustanovili razne odseke. Cigoj je prevzel »odsek za šolstvo«, ki je imel nalogo, da se v osnovnih šolah nadaljuje s poukom kateheze in vzgojo otrok. Po prejšnji avstrijski šolski zakonodaji je bil pouk verouka obvezen šolski predmet, izvajali pa so ga duhovniki; italijanski šolski zakon, ki so ga tedaj razširili tudi na Primorsko, pa je verouk izločil kot obvezen predmet, duhovnikom pa vstop v šolo prepovedal. Nadškof Sedej je po težkem boju s fašističnimi oblastmi dosegel, da je verouk ostal obvezen predmet in da so ga lahko poučevali duhovniki. Nadškof se je v boju za pouk verouka opiral na Cigojeve članke objavljene v Zboru svečenikov sv. Pavla. Sedejeva zmaga v boju za verouk je ohranila slovenski manjšini v Italiji pouk tudi po šolski reformi 1929 in kasneje, ter še danes zagotavlja verouku na osnovnih šolah v goriški in tržaški pokrajni izreden pravni položaj.